# The Ultimate Bee Gees
The Ultimate Bee Gees es un álbum recopilatorio de los Bee Gees, lanzado en noviembre de 2009 y editado en una caja. Además de los dos CD en los que se hace antología de la carrera musical del grupo, la caja incorpora también un DVD con una selección de videoclips.
Aunque el grupo no había comenzado a grabar hasta 1963 en Festival Records en Australia, se conmemora el primer concierto público dado por los Bee Gees en Inglaterra en 1959. Es un álbum de 2 CD en donde recalcan diferentes canciones de este trío a lo largo de sus 50 años de carrera; ya que este álbum fue lanzado por el mismo propósito. Originalmente el primer CD iba a ser denominado  A Night Out ya que este contiene canciones más optimistas o también podríamos llamarlas Bailables; mientras que el segundo CD contiene ritmos más lentos & Baladas por eso iba a ser llamado  A Night In.

## Lista de canciones
A pesar de que todas las canciones de todos los álbumes de los Bee Gees fueran lanzados en Stereo; en excepción el Box Set CD 2006 box set Studio Albums 1967-1968 contiene algunas canciones en los 2 CD en forma Mono mix.

### Disco 1
1. "You Should Be Dancing"
2. "Stayin' Alive"
3. "Jive Talkin'"
4. "Nights on Broadway"
5. "Tragedy"
6. "Night Fever"
7. "More Than a Woman"
8. "Fanny (Be Tender with My Love)"
9. "Spirits Having Flown"
10. "If I Can't Have You"
11. "Boogie Child"
12. "Love You Inside Out"
13. "You Win Again"
14. "One"
15. "Secret Love"
16. "Alone"
17. "Still Waters (Run Deep)"
18. "This Is Where I Came In"
19. "Spicks and Specks" (Live)

### Disco 2
1. "How Deep Is Your Love"
2. "To Love Somebody"
3. "Words" (mono mix)
4. "How Can You Mend a Broken Heart?"
5. "Too Much Heaven"
6. "Emotion"
7. "Lonely Days"
8. "Run to Me"
9. "Love So Right"
10. "For Whom the Bell Tolls" (single edit)
11. "I've Gotta Get a Message to You" (mono single mix)
12. "New York Mining Disaster 1941" (mono mix)
13. "Massachusetts" (mono mix)
14. "I Started a Joke"
15. "World" (mono mix)
16. "First of May" (mono mix)
17. "Holiday"
18. "Don't Forget to Remember"
19. "Islands in the Stream" (Live)
20. "Heartbreaker" (Live)
21. "Guilty" (Live)

### Lista de videos
Todos los vídeos corresponden a las canciones en los Dos CD excepto Tomorrow, Tomorrow que no está en ninguno de los dos CD.
1. "Spicks and Specks" - Clip promocional emitido en Bandstand (Australia) - 19 de noviembre de 1966
2. "New York Mining Disaster 1941"  Promo Clip - 1967 (mono album version)
3. "Massachusetts" - Performed live on Top of the Pops UK TV - 12/26/1967
4. "I've Gotta Get a Message to You" - from Idea TV Special - 1968 (mono single mix)
5. "Tomorrow, Tomorrow" - Promo Clip - 1969
6. "Lonely Days" - Promo Clip - 1970 (Otra versión)
7. "How Can You Mend a Broken Heart" - Interpretado en Whitaker's World Of Music - 6/5/1971
8. "Run to Me" - Interpretado en 'In Session' U.S. TV  - 1973
9. "Jive Talkin'" - Promo Clip - 1975
10. "Night Fever" - Promo Clip - 1977
11. "Stayin' Alive" - Promo Clip - 1977 (Versión un poco acelerado)
12. "How Deep Is Your Love" - Promo Clip - 1977 (Versión un poco acelerado)
13. "Too Much Heaven" - Promo Clip - 1979
14. "For Whom the Bell Tolls" - Promo Clip - 1993
15. "Alone" - Promo Clip - 1997
16. "Still Waters (Run Deep)" - Promo Clip - 1997
17. "You Win Again" - Promo Clip - 1987
18. "One" - Promo Clip - 1989 (Version 1)